# Anna Schwartz
Anna Jacobson Schwartz (11 de novembre de 1915 – 21 de juny de 2012) va ser una economista estatunidenca de l'Agència Nacional de Recerca Econòmica a la ciutat de Nova York. Segons Paul Krugman és «una de les monetaristes més importants del món». Va col·laborar amb Milton Friedman a Una Història Monetària dels Estats Units, 1867–1960, publicada en 1963, la qual va fer èmfasis en el fet que una part important de la culpa de la Gran Depressió va ser deguda al Sistema de Reserva Federal. Va ser presidenta de l'Associació Econòmica Occidental Internacional en 1988.

## Primers anys i educació
Schwartz va néixer com a Anna Jacobson l'11 de novembre de 1915 a Nova York. Era filla de Pauline (née Shainmark) i Hillel Jacobson. Es va graduar al Barnard College als 18 anys d'edat i va obtenir el grau de màster en economia per la Universitat de Colúmbia el 1935, quan tenia 19 anys. Va iniciar la seva carrera com a economista professional un any més tard. El 1936 es va casar amb Isaac Schwartz, agent financer i company de classes a la Universitat de Colúmbia, amb el qual va tenir quatre fills. El seu primer assaig; Preus d'accions britàniques, 1811-1850 en col·laboració amb Arthur Gayer i Isaïes Finkelstein, va ser publicat a la Revista d'Economia i Estadística el 1940. Va obtenir el seu doctorat per la Universitat de Colúmbia el 1964.

## Agència Nacional de Recerca Econòmica
El 1941, s'uneix al personal de l'Agència Nacional de Recerca Econòmica. Des d'aleshores, va treballar a l'oficina de Nova York fins a la seva mort. Des de l'Oficina Nacional, es va dedicar a l'estudi dels cicles econòmics. Tot i que la seva dedicació a la docència va ocupar una part petita de la seva carrera, va formar a persones investigadores. La seva voluntat era col·laborar-hi i compartir el seu enfocament: un examen escrupolós del passat, tant per entendre'l millor com per obtenir aprenentatges per al present.

## Creixement i fluctuacions de l'economia britànica
Va escriure el monumental Creixement i fluctuacions de l'economia britànica, 1790-1850: Un estudi històric, estadístic, teòric sobre el desenvolupament econòmic de Gran Bretanya, en col·laboració amb Arther Gayer i Walt Whitman Rostow. L'obra va aparèixer en dos volums el 1953. La seva publicació es va retardar gairebé deu anys després d'haver-se completat, a causa de la segona guerra mundial. Va ser reimprès el 1975. Arthur Gayer havia mort abans del primer llançament del llibre, però els altres dos autors van escriure una nova introducció que revisava la literatura sobre el tema des de la data de publicació original. Van admetre que s'havia desenvolupat el que es denomina una "divergència amistosa del punt de vista" en la interpretació d'alguns dels fets exposats en el llibre. En particular, Anna Schwartz va indicar que, a la llum de recents recerques teòriques i empíriques, ella havia revisat la seva posició sobre la importància de la política monetària i la seva interpretació dels moviments de les taxes d'interès.

## Recerca amb Milton Friedman
Schwartz i Milton Friedman es van unir per a examinar la funció dels diners en el cicle econòmic. La seva primera publicació va ser Una Història Monetària dels Estats Units, 1867–1960, la qual planteja la hipòtesi que els canvis en política monetària han tingut grans efectes en l'economia. En aquesta obra van concloure que gran part de la responsabilitat de que es donés la Gran Depressió va ser degut al Sistema de Reserva Federal (banc central dels Estats Units) El llibre va ser publicat el 1963, juntament amb l'article igualment famós, "Diners i cicles empresarials", publicat a la Revista d'Economia i Estadística. També van escriure els llibres Estadística monetària dels Estats Units, el 1970; i Tendències monetàries als Estats Units i al Regne Unit: La seva relació amb ingressos, preus, i tipus d'Interès, 1867–1975, el 1982.

## Regulació financera
En una sèrie d'estudis dels anys setanta i vuitanta, Schwartz va destacar que l'estabilitat del nivell de preus és essencial per a l'estabilitat del sistema financer. A partir d'evidències de més de dos segles, va demostrar que els fracassos empresarials no tenen grans conseqüències per a l'economia si s'evita que els seus efectes s'estenguin pel sistema financer. També va argumentar que s'hauria de permetre que les institucions individuals fracassin, no recolzades amb els diners dels contribuents.

## Altres àrees de treball
Altres àrees del seu treball inclouen: la transmissió internacional de la inflació i dels cicles econòmics; la funció del govern en política monetària, mesurant la producció de bancs; i el comportament de les taxes d'interès, la deflació i els estàndards monetaris. També va treballar fora dels Estats Units, específicament en el Departament de Banca i Finances a la City University de Londres, Anglaterra, que va encapçalar un projecte de recerca de la història monetària del Regne Unit.

## Treball posterior
Entre 2002–2003 va exercir com a presidenta de la Societat Econòmica Atlàntica Internacional. Va ser escollida com a membre de l'Acadèmia Estatunidenca de les Arts i les Ciències en 2007. Després de 2007, va concentrar els seus esforços a investigar investigant la intervenció oficial dels Estats Units en el mercat de divises utilitzant dades de la Reserva Federal. Va treballar sobre assumptes econòmics fins a la crisi financera de la primera dècada del segle xxi.

## Mort
Anna Schwartz va morir el 21 de juny de 2012 a la seva casa a Manhattan a l'edat de 96 anys. El seu marit Isaac havia mort en 1999; van estar casats més de seixanta anys. Li van sobreviure quatre fills: Jonathan, Joel, Naomi Pasachoff i Paula Berggren, així com set néts, i sis besnéts.

## Graus honoraris
- Universitat de Florida (1987)
- Universitat de Stonehill, Massachusetts (1989)
- Universitat de Iona (1992)
- Universitat Rutgers (1998)
- Universitat de Emory (2000); The Graduate Center, CUNY (2000)
- Universitat de Williams (2002)
- Universitat Loyola Chicago, 2003
- Escola de Negocis Cass, Londres (2006)

## Llibres
- Història monetària dels Estats Units, 1867–1960 (amb Milton Friedman), 1963 ISBN 0-691-00354-8
- Estadística monetària dels Estats Units: estimacions, fonts, mètodes (amb Milton Friedman), 1970 ISBN 0-87014-210-0
- Creixement i fluctuacions en l'economia britànica, 1790–1850: un estudi històric, estadístic i teòric del desenvolupament econòmic de Gran Bretanya (amb Arthur Gayer i Walt Whitman Rostow), 1953 ISBN 0-06-492344-4
- Diners en perspectiva històrica (amb una introducció per Michael D. Brodo i Milton Friedman), 1987 ISBN 0-226-74228-8